# Champtoceaux
Champtoceaux è un ex comune francese e frazione del dipartimento del Maine e Loira nella regione dei Paesi della Loira. Dal 15 dicembre 2015 si è fuso con i comuni di Bouzillé, Drain, Landemont, Liré, Saint-Christophe-la-Couperie, Saint-Laurent-des-Autels, Saint-Sauveur-de-Landemont e La Varenne per formare il nuovo comune di Orée d'Anjou di cui è capoluogo.

## Storia
Champtoceaux, anticamente Chateauceaux, fu un'importante fortezza medioevale, ma la sua storia risale ancora all'età della pietra, come testimoniato da diversi ritrovamenti.
All'epoca dei romani compare tra le 25 maggiori città galliche. Di fatto, per la sua posizione strategica, fu teatro di molti avvenimenti nel corso della storia.
Venne distrutta nel 1420, in piena Guerra dei cent'anni.

## Società

### Evoluzione demografica
Abitanti censiti

## Amministrazione

### Gemellaggi
- Nessun Comune verificato